# Bigeminisme
El bigeminisme és una arrítmia cardíaca en la qual hi ha un sol batec ectòpic, o batec cardíac irregular, després de cada batec cardíac regular o sinusal. Els dos batecs són figuradament semblants a dos bessons, d'aquí bi- (dos) + geminisme (bessó). Per exemple, en el bigeminisme ventricular, un batec sinusal va seguit d'una contracció ventricular prematura (CVP o extrasístole ventricular), una pausa, un altre batec normal i després una altra CVP. En el bigeminisme auricular, l'altre "bessó" és una contracció auricular prematura (CAP o extrasístole supraventricular).